# Hugo von Wasielewski
Hugo Friedrich Joseph Karl von Wasielewski (né le 11 décembre 1853 à Dantzig et mort le 21 avril 1936 à Potsdam) est un général prussien d'infanterie.

## Biographie
Hugo von Wasielewski est le fils du colonel prussien Carl Heinrich von Wasielewski (de) (1811-1873) et de sa femme Mathilde, née Roepell (1831-1866). Son frère cadet est le major général prussien Julius von Wasielewski (de) (1857-1938).
Wasielewski est marié avec Elisabeth Wendt (1865-1931). De ce mariage sont nées les filles Ellen, épouse Schönwald, et Ilse, épouse baronne von Düring (de)

### Carrière militaire
Wasielewski étudie au corps des cadets à partir de 1871 et est temporairement page de la princesse héritière Victoria. Le 28 avril 1872, il est affecté au 33e régiment de fusiliers de l'armée prussienne à Dantzig en tant que sous-lieutenant. À partir d'octobre 1876, il est pendant trois ans adjudant au commandement du district de Marienbourg et, en 1880/81, au gymnase militaire (de). Le 22 mars 1881, Wasielewski est muté dans le 128e régiment d'infanterie (de) nouvellement créé. Il travaille comme adjudant de régiment, est promu premier lieutenant à la mi-novembre 1881 et est diplômé de l'Académie de guerre de Berlin pendant trois ans à partir d'octobre 1883. Avec la promotion au grade de capitaine, il devient le 13 décembre 1888 commandant de compagnie, jusqu'à ce qu'il soit muté le 16 janvier 1892 à l'état-major général de l'armée avec transfert à la 28e division d'infanterie. Promu major fin juillet 1894, il retourne à la troupe le 18 octobre 1895 avec la nomination au commandement du 3e bataillon du 51e régiment d'infanterie  à Brieg.
À partir du 16 février 1899, il commande le 2e bataillon de chasseurs à pied et est promu lieutenant-colonel à la mi-décembre 1900. Le 22 mars 1903, Wasielewski devint colonel et commandant du 39e régiment de fusiliers à Düsseldorf. Il est chargé de diriger la 25e brigade d'infanterie le 14 avril 1907 et est nommé commandant de brigade avec promotion au grade de major général le 18 mai de la même année. À l'occasion de la fête de l'Ordre, il reçoit en janvier 1909 l'ordre de l'Aigle rouge de 2e classe avec feuilles de chêne. En approuvant sa demande de départ, il est mis à disposition le 20 mai 1910 avec la pension légale et l'attribution du caractère de Generalleutnant.
Après le déclenchement de la Première Guerre mondiale, Wasielewski est réaffecté comme officier et commande fin décembre 1914 la 83e brigade d'infanterie nouvellement formé. Ensuite, à partir du 10 mai 1915, il commande la 46e division de réserve. Pour son action, il reçoit l'ordre de la Couronne, de 1re classe, avec des épées. Son ordre de mobilisation est annulé le 18 juin 1918.
Il est promu General der Infanterie le 29 mai 1921.